# 제르맹 항등식
소피 제르맹 항등식(영어: Germain identity)은 프랑스의 수학자인 소피 제르맹이 제출한 항등식이다. 이하와 같은 구조를 갖고 있다:
- {\displaystyle x^{4}+4y^{4}=(x^{2}-2xy+2y^{2})(x^{2}+2xy+2y^{2})}

이것은 인수 분해 공식의 일종인데, 몇몇 특수한 대수적 문제들(특히 정수론에서)의 기교적인 해결에 이용된다.

## 활용 예
이 항등식 활용의 기본적인 예제로서, 다음 명제를 증명해 보자:
- 명제 : {\displaystyle n>1}인 경우, {\displaystyle n^{4}+4^{n}}은 항상 합성수이다.
- 증명 : n이 짝수일 경우 위 식은 2의 배수가 되기 때문에 자명히 소수가 아니므로 n을 홀수({\displaystyle n=2m+1})라고 가정하자. (단, m은 음이 아닌 정수)그러면 제르맹 항등식에 의해서,

{\displaystyle n^{4}+4^{n}=n^{4}+4(4^{2m})=(n^{2}-2n2^{m}+2(4^{m}))(n^{2}+2n2^{m}+2(4^{m}))}로 분해되므로, 증명이 끝난다.

## 참고 문헌
- Arthur Engel, Problem-Solving Strategies, Springer, 2000